# Top Seed Open 2020 - Doppio
Robin Anderson e Jessika Ponchet sono le campionesse uscenti del torneo di categoria ITF W60 del 2019, ma Ponchet non ha potuto partecipare a causa di un ranking insufficiente. Anderson ha partecipato con Erin Routliffe; la coppia è stata sconfitta al primo turno da Kaitlyn Christian e Giuliana Olmos con il punteggio di 6-2, 6-4.
In finale Hayley Carter e Luisa Stefani hanno sconfitto Marie Bouzková e Jil Teichmann con in punteggio di 6-1, 7-5.

## Teste di serie
1. Alexa Guarachi /  Desirae Krawczyk (semifinale)
2. Jennifer Brady /  Aryna Sabalenka (primo turno)

1. Cori Gauff /  Catherine McNally (primo turno)
2. Hayley Carter /  Luisa Stefani (campionesse)

## Wildcard
1. Bethanie Mattek-Sands /  Sloane Stephens (quarti di finale)

1. Gabriela Talabă /  Caitlin Whoriskey (primo turno)

## Tabellone

### Legenda
| - Q = Qualificato - WC = Wild card - LL = Lucky loser | - ALT = Alternate - SE = Special Exempt - PR = Protected Ranking | - w/o = Walkover - r = Ritirato - d = Squalificato |

|  | Primo turno            | Primo turno                 | Primo turno                 | Primo turno | Primo turno |  |  | Quarti di finale       | Quarti di finale          | Quarti di finale          | Quarti di finale       | Quarti di finale       |   |      | Semifinali | Semifinali             | Semifinali             | Semifinali         | Semifinali         |   |   | Finale | Finale | Finale | Finale | Finale |  |
|  |                        |                             |                             |             |             |  |  |                        |                           |                           |                        |                        |   |      |            |                        |                        |                    |                    |   |   |        |        |        |        |        |  |
|  | 1                      | A Guarachi D Krawczyk       | A Guarachi D Krawczyk       | 6           | 6           |  |  |                        |                           |                           |                        |                        |   |      |            |                        |                        |                    |                    |   |   |        |        |        |        |        |  |
|  |                        | O Kalašnikova A Kudrjavceva | O Kalašnikova A Kudrjavceva | 3           | 4           |  |  | 1                      | A Guarachi D Krawczyk     | 4                         | 6                      | [10]                   |   |      |            |                        |                        |                    |                    |   |   |        |        |        |        |        |  |
|  | WC                     | G Talabă C Whoriskey        | G Talabă C Whoriskey        | 4           | 4           |  |  |                        | J Loeb I Neel             | 6                         | 4                      | [4]                    |   |      |            |                        |                        |                    |                    |   |   |        |        |        |        |        |  |
|  |                        | J Loeb I Neel               | J Loeb I Neel               | 6           | 6           |  |  |                        |                           |                           |                        |                        |   |      | 1          | A Guarachi D Krawczyk  | 2                      | 6                  | [4]                |   |   |        |        |        |        |        |  |
|  | 3                      | C Gauff C McNally           | 6                           | 4           | [6]         |  |  |                        |                           |                           | M Bouzková J Teichmann | 6                      | 3 | [10] |            |                        |                        |                    |                    |   |   |        |        |        |        |        |  |
|  |                        | M Bouzková J Teichmann      | 4                           | 6           | [10]        |  |  | M Bouzková J Teichmann | M Bouzková J Teichmann    | M Bouzková J Teichmann    | 6                      | 7                      |   |      |            |                        |                        |                    |                    |   |   |        |        |        |        |        |  |
|  | K Christian G Olmos    | K Christian G Olmos         | K Christian G Olmos         | 6           | 6           |  |  | K Christian G Olmos    | K Christian G Olmos       | K Christian G Olmos       | 4                      | 5                      |   |      |            |                        |                        |                    |                    |   |   |        |        |        |        |        |  |
|  | R Anderson E Routliffe | R Anderson E Routliffe      | R Anderson E Routliffe      | 2           | 4           |  |  |                        |                           |                           |                        |                        |   |      |            | M Bouzková J Teichmann | M Bouzková J Teichmann | 1                  | 5                  |   |   |        |        |        |        |        |  |
|  |                        | E Bektas T Moore            | E Bektas T Moore            | 1           | 4           |  |  |                        |                           |                           |                        |                        |   |      |            |                        | 4                      | H Carter L Stefani | H Carter L Stefani | 6 | 7 |        |        |        |        |        |  |
|  | WC                     | B Mattek-Sands S Stephens   | B Mattek-Sands S Stephens   | 6           | 6           |  |  | WC                     | B Mattek-Sands S Stephens | B Mattek-Sands S Stephens | 4                      | 4                      |   |      |            |                        |                        |                    |                    |   |   |        |        |        |        |        |  |
|  |                        | Q Gleason C Harrison        | Q Gleason C Harrison        | 0           | 2           |  |  | 4                      | H Carter L Stefani        | H Carter L Stefani        | 6                      | 6                      |   |      |            |                        |                        |                    |                    |   |   |        |        |        |        |        |  |
|  | 4                      | H Carter L Stefani          | H Carter L Stefani          | 6           | 6           |  |  |                        |                           |                           |                        |                        |   |      | 4          | H Carter L Stefani     | H Carter L Stefani     | 7                  | 6                  |   |   |        |        |        |        |        |  |
|  | B Pera Ar Rodionova    | B Pera Ar Rodionova         | B Pera Ar Rodionova         | 4           | 2           |  |  |                        |                           |                           | A Blinkova V Zvonarëva | A Blinkova V Zvonarëva | 5 | 1    |            |                        |                        |                    |                    |   |   |        |        |        |        |        |  |
|  | A Blinkova V Zvonarëva | A Blinkova V Zvonarëva      | A Blinkova V Zvonarëva      | 6           | 6           |  |  | A Blinkova V Zvonarëva | A Blinkova V Zvonarëva    | 7                         | 4                      | [11]                   |   |      |            |                        |                        |                    |                    |   |   |        |        |        |        |        |  |
|  |                        | M Linette J Pegula          | 6                           | 4           | [10]        |  |  | M Linette J Pegula     | M Linette J Pegula        | 6                         | 6                      | [9]                    |   |      |            |                        |                        |                    |                    |   |   |        |        |        |        |        |  |
|  | 2                      | J Brady A Sabalenka         | 4                           | 6           | [8]         |  |  |                        |                           |                           |                        |                        |   |      |            |                        |                        |                    |                    |   |   |        |        |        |        |        |  |